# Marino Auriti
Marino Auriti (* 23. September 1891 in Guardiagrele, Italien; † 8. August 1980 in Kennett Square, Chester County, Pennsylvania) war ein italo-amerikanischer autodidaktischer Künstler.

## Leben und Werk
Der in einer Kleinstadt in den Abruzzen geborene Auriti wanderte in den 1920er- oder 1930er-Jahren in die USA aus und siedelte sich in Pennsylvania an. Im Hauptberuf war er als Karosseriebauer tätig, fertigte Kutschen und Lastwagen.

### Il Palazzo Enciclopedico del Mondo
Seine große Begeisterung galt jedoch der Architektur. Etwa Anfang der 1950er Jahre reifte in ihm die Idee, einen zentralen, repräsentativen Aufbewahrungsort für das gesammelte Wissen der Menschheit zu bauen, er nannte ihn „Palast für die Enzyklopädie der Welt“ (italienisch: „Il Palazzo Enciclopedico del Mondo“, englisch: „The Encyclopedic Palace of the World“). Es war ein vollkommen neues Museumskonzept mit umfassendem Anspruch. Nicht nur eine Auswahl bzw. ein sektoraler Ausschnitt, sondern wirklich alle jemals gemachten Erfindungen des Menschen, „vom Rad bis zum Satellit“, und auch sämtliche künftigen Erfindungen aus allen Fachgebieten sollten darin Platz finden.
Der nach seiner Vorstellung in Washington, D.C., in der Achse der National Mall, zu errichtende Bau sollte 136 Stockwerke erhalten und so rund 700 Meter (etwa 2300 Fuß) hoch werden; er hätte damit das seinerzeit höchste Gebäude der Welt, das Empire State Building, um 34 Geschosse überragt. Seine Grundfläche hätte 16 Häuserblocks beansprucht.
Zur Veranschaulichung seines Entwurfs baute Auriti unter Verwendung verschiedenster Materialien wie Hölzern, Kunststoffteilen (darunter selbst Haarkämme), Metall, Glas, Zelluloid und Modellbausätzen in drei Jahre langer Arbeit ein Modell im Maßstab 1:200, etwa 5 Meter (11 Fuß) hoch. Das sich kegelförmig in sieben Abstufungen nach oben verjüngende Gebilde sollte Inschriften mit ethischen Grundsätzen wie Forgive the First time (Vergib das erste Mal) oder Do Not Abuse Generosity (Missbrauche Freigiebigkeit nicht) tragen. An der Spitze war eine Fernsehantenne vorgesehen. Der äußeren Form nach erinnert das geplante Bauwerk an klassische Vorbilder wie Bruegels im 16. Jahrhundert entstandene Darstellungen vom biblischen Turmbau zu Babel oder an das ebenfalls nicht zur Ausführung gelangte Monument für die Dritte Internationale des russischen Künstlers Tatlin aus den 1910er Jahren (von dem ebenfalls rund 5 Meter hohe Modelle existieren).
Auriti war so sehr von der möglichen Realisierung seines Projektes überzeugt, dass er am 16. November 1955 das Design seines Turmes sogar beim US-Patentamt anmeldete. Am 27. November 1956 wurde ihm unter der Nummer D179277 der Schutz erteilt. Es war das erste Kunstwerk überhaupt, das zum Patent angemeldet worden ist.

### Nachwirkungen
Trotz aller Bemühungen Auritis blieb die kühne Idee des einfachen Handwerkers und Architekturlaien jedoch völlige Utopie. Er konnte das Modell zu Lebzeiten lediglich, geschützt durch eine von ihm eigens konstruierte pyramidenförmige Vitrine, im Schaufenster eines Ladengeschäfts und in der Lobby einer Bank ausstellen. Auch ein paar Berichte in der Presse gab es. Nach seinem Tod stand das von Auriti gebaute Turmmodell jedoch über 20 Jahre in einem Lager, schließlich schenkten seine Hinterbliebenen es im Jahr 2002 dem gerade eröffneten
American Folk Art Museum in New York City. Dort wurde es mehrfach in Ausstellungen gezeigt. Für das Museum ist das Modell kein Kunstwerk, sondern ein Dokument dessen, was ein autodidaktisch geschulter Schöpfergeist an Einzigartigem zustande bringen könne.
Im Jahr 2013 hat der Kurator der 55. Kunstbiennale von Venedig, der Italiener Massimiliano Gioni, mit seiner Wahl des Ausstellungsmottos Il Palazzo Enciclopedico (englisch: The Encyclopedic Palace, Der Enzyklopädische Palast) ausdrücklich Bezug auf Auritis visionäre Projektidee genommen. Er will so auf die unendliche Vielfalt des Kunstschaffens hinweisen und den unlösbaren Konflikt mit dem Anspruch an ihn als Kurator, diese Vielfalt auf der Biennale möglichst in allen Facetten darzustellen. Auch das alte Thema der Akzeptanz von autodidaktischer Kunst durch die professionelle Kunstwelt wollte er damit wieder ansprechen. Das Originalmodell des Turmes ist auf der Biennale als zentrales Objekt der diesjährigen Themenausstellung im Arsenale zu sehen.

## Kritik
Für Thomas Steinfeld habe Auriti eine universelle Form vor Augen gehabt, in der das Wissen sich zusammentragen und systematisieren lasse. Das Wissen selbst habe bei Auriti keinen Wert, sondern diene nur zur Füllung dieser absolut gesetzten Form. Die Idee der Ordnung übersteige das zu Ordnende.